# Горње Крушје (Ресан)
Горње Крушје (мкд. Горно Крушје) је насеље у Северној Македонији, у јужном делу државе. Горње Крушје припада општини Ресан.

## Географија
Насеље Горње Крушје је смештено у југозападном делу Северне Македоније. Од најближег већег града, Битоља, насеље је удаљено 45 km западно, а од општинског средишта 10 km северно.
Горње Крушје се налази у области Горње Преспе, области око западне и северне обале Преспанског језера. Насеље је смештено у невеликој долини Големе реке између Плакенске планине на североистоку и Галичице на југозападу. Надморска висина насеља је приближно 980 метара.
Клима у насељу је планинска због знатне надморске висине.

## Становништво
Горње Крушје је према последњем попису из 2002. године имало 107 становника. 
Претежно становништво у насељу су етнички Македонци (100%).
Већинска вероисповест је православље.